# 1452
1452 (MCDLII) je bilo prestopno leto, ki se je po julijanskem koledarju začelo na soboto.

## Dogodki
- Ustanovitev Kasimskega  kanata (ukinjen 1681)

## Rojstva
- 15. april - Leonardo da Vinci, italijanski (toskanski) slikar, kipar, inženir († 1519)
- 21. september - Girolamo Savonarola, italijanski pridigar († 1498)
- 10. december - Johannes Stöffler, nemški matematik, astronom, astrolog, duhovnik († 1531)

## Smrti
- 26. junij - Georgij Gemist Pleton - bizantinski humanist, filozof, filolog, prevajalec (* 1355)